# 宇留賀敬一
宇留賀 敬一 （うるが けいいち、1980年 - ）は、前橋デザインコミッション〈MDC〉代表理事。前群馬県副知事。元経産官僚。

## 人物
長野県安曇野市〈旧穂高町〉の出身〈曾祖父は、前橋市の出身〉。2003年、東京大学工学部電気電子情報工学科を卒業。４月、経済産業省に入省。商務情報政策局サービス政策課。2005年6月、通商政策局経済連携課企画係長。2007年6月、商務情報政策局情報プロジェクト室課長補佐（総括）。2008年3月、厚生労働大臣補佐官〈年金記録問題の解決策の企画・実行〉。2009年6月、製造産業局素形材産業室課長補佐（総括）。2011年6月、制度審議室省エネルギー・新エネルギー部課長補佐（総括）。1１月、電力・ガス事業部原子力政策課課長補佐（戦略担当）。2013年6月、大臣官房秘書課課長補佐、採用チーム。2014年7月、内閣官房参事官補佐、まち・ひと・しごと創生本部事務局・経済産業省立地環境整備課課長補佐。2016年8月、商務情報政策局ITイノベーション課課長補佐（総括）。2018年6月、省エネルギー・新エネルギー部部全体総括補佐。2018年8月、SXSW2019The New Japan Islands Project統括プロデューサー。2019年6月、地域経済産業グループ政策企画委員、地域経済産業グループ。
2019年8月23日、群馬県の副知事に着任（全国の副知事で最年少38歳）。2023年8月8日、再任。2024年5月22日、経済産業省を退職。6月、任期を1年に限り再任。2025年6月17日、群馬県副知事を退任。6月30日、前橋デザインコミッション〈MDC〉代表理事に就任〈曽祖父が明治から昭和にかけてあった前橋最大規模の製糸会社「交水社」の経営者であった〉。